# Майк Барр (тенісист)
Майк Барр (англ. Mike Barr; нар. 27 червня 1956) — колишній американський тенісист.
Найвищу одиночну позицію світового рейтингу — 249 місце досяг 2 січня 1984, парну — 212 місце — 2 січня 1984 року.

## Титули на челленджерах

### Парний розряд: (3)
| Ранг | Рік  | Турнір                          | Покриття | Партнер       | Суперники                      | Рахунок       |
| ---- | ---- | ------------------------------- | -------- | ------------- | ------------------------------ | ------------- |
| 1.   | 1979 | Шарлотт, США                    | Ґрунт    | Джеррі Карзен | Джон Бенсон Тоні Джаммалва     | 6–3, 4–6, 7–6 |
| 2.   | 1980 | Сан-Луїс-Потосі (штат), Мексика | Ґрунт    | Режан Женуа   | Раміро Бенавідес Габрієль Урпі | 6–4, 6–4      |
| 3.   | 1983 | Кадуна, Нігерія                 | Ґрунт    | Якоб Гласек   | Бернгард Пільс Гельмар Штіґлер | 6–4, 6–1      |